# قتلغشاه
قتلغشاه, کوتلوشا یا قوتلغشاه (مغولی: Кутлугшах، , ارمنی: Խութլուշահը یا Cotlesse در منابع فرانکی)، سرداری تحت امر غازان حاکم مغول ایلخانی در پایان قرن ۱۳ام بود. وی به ویژه در کشور مسیحی گرجستان و به ویژه در زمان حمله مغول به سوریه فعال بود تا اینکه شکست مفتضحانه وی در سال ۱۳۰۳ به تبعید وی انجامید. وی در سال ۱۳۰۷ در جریان فتح گیلان کشته شد.

## اوایل زندگی
قتلغشاه از قبیله منغود بود. پدر او منگودای نویان یکی از سردارهای ارشد کوبلای بود که پدربزرگش جدی نویان فرمانده مینگان چنگیز خان بود. عموی او هولغوتو قارچی نیز از امیرهای بزرگ کشیک هولاکو و اباقا بود. او دو یا سه برادر داشت که قبل از ظهور او مرده بودند. امیر تیمور بوقا یکی از برادران او بود که فرماندهی مینگان را بر عهده داشت.

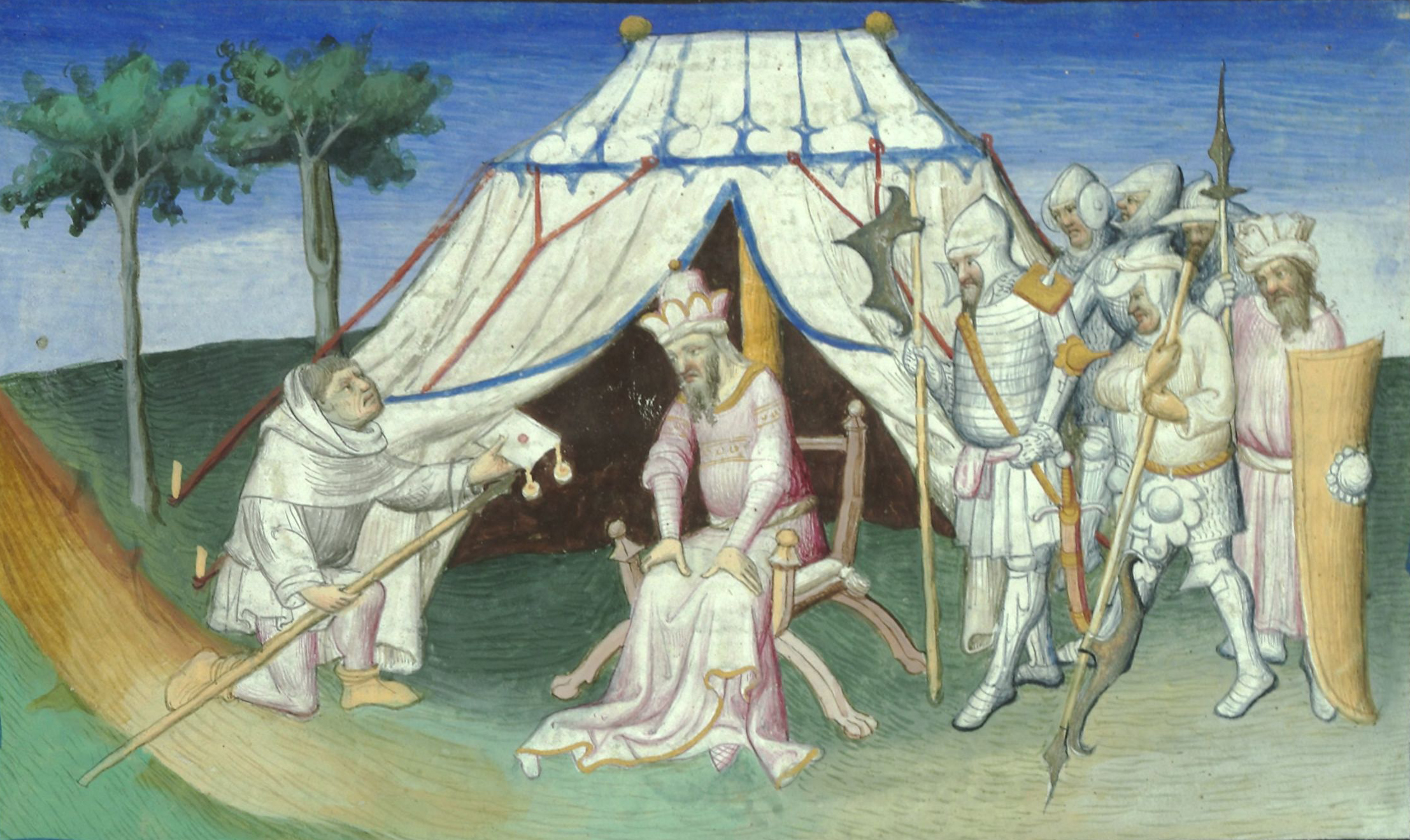
غازان به هتوم دوم پادشاه ارمنستان دستور می‌دهد تا قتلغشاه را در حمله سال ۱۳۰۳ به دمشق همراهی کند.

## دوره الجایتو
پس از مرگ غازان در سال ۱۳۰۴، برادرش اولجایتو به سلطنت رسید. پس از آن، قتلغشاه دوباره محبوب شد و به عنوان فرمانده عالی قوای ایلخانی منصوب شد. پسرش قرانجوق به عنوان بیستمین امیر اولجایتو در آناتولی منصوب شد. او از سال ۱۳۰۶ لشکرکشی اولجایتو را در گیلان رهبری کرد. او با خروج از خلخال موفق شد فومن و گسکره که دباج حاکم آن‌ها برای امیر پولاد قیاء از زیردستان قتلغشاه هدایایی فرستاده بود، را تحت سلطه خود درآورد. با این حال، پسرش شیباوچی، قتلغشاه را متقاعد کرد که بیشتر پیشروی کند و اراضی دباج را غارت کند. بر اساس خواست او، بسیاری از فومن غارت شد و خانواده دباج دستگیر شدند. پولاد کیا را از اردوکشی خارج کردند و شیباوچی جایگزین او شد که در جریان مقاومت ارتش‌های محلی تولم، رشت و شفت شکست خورد. قتلغشاه در ۱۳ ژوئن ۱۳۰۷ توسط رکابزن، حاکم تولم در کمین قرار گرفت و کشته شد. چندین روایت دیگر از مرگ او از جمله اعدام او به انتقام نوروز وجود دارد. الیونینی تاریخ وفات او را ۳ ژوئیه ۱۳۰۷ اعلام کرد. پیکر او را به تبریز بردند و در آنجا به خاک سپردند. زیر دست او چوپان پس از مرگ او به عنوان فرمانده جدید ایلخانان ترفیع گرفت.

## شخصیت
به گفته مورخ مملوک الیونینی، وی در ۱۸ فوریه ۱۳۰۰ با ابن تیمیه ملاقات کرده و در مورد ماهیت اسلام گفتگو کرده‌است. به گفته تیمیه، قتلغشاه در دهه ۵۰ عمر خود بود و رنگ پوستی مایل به زرد با صورت بی ریش داشت.
قتلغشاه در سال ۱۲۹۵ به همراه غازان به اسلام گروید. در حکایتی آمده‌است که رکابزن حاکم گیلک قبل از اعدامش به او گفت: «او نبود که تو را از چوخا پوشیدن، نوشیدن کومیس و دوغ و کار سخت هنگام خلعت پوشی و تسبیح و خز رهایی داد و به تو شیرینی و شکر داد، تو را امیر مملکت ایران کرد؟ " و در قامت انتقامگیر نوروز درآمد. منابع موثق او را از حامیان سرسخت یاسا و دورویی علیه اسلام توصیف کردند. در یک مناسبت، او از یک شیخ رقیب زاهد گیلانی، که بر خلاف گیلانی خدا -ترس، از غازان هراسان بود حمایت کرد.
او بار دیگر در سال ۱۳۰۷ در زمان سلطنت اولجایتو بیجهت به اسلام حمله کرد.
استفان اوربلیان در تاریخ استان سیونیک او را «دوست مسیحیان» توصیف کرده‌است. افراد متعددی در تاریخ ارمنستان، از جمله گریگوری تاتو (نام سکولار او قتلغشاه بود) و شاهزاده ختلوشاه ارزینجان (متوفی ۱۳۸۶) نیز همنام او بودند.